# Barrio San Martín (Caleta Olivia)
El barrio San Martín es un barrio caletense ubicado en el departamento Deseado, Santa Cruz Patagonia Argentina. Integra el municipio de Caleta Olivia. Por su distancia de 0,1 km del centro de la ciudad es uno de los barrios más cercanos del núcleo central de la ciudad. Es un barrio construido en el sector central con algo más de 1 850 habitantes.
La densidad del distrito es de 5 138,8 hab./km².
El nombre del lugar homenajea a José de San Martín, conocido como "El padre de la Patria", quien fue un militar cuyas campañas fueron decisivas para las independencias de la Argentina, Chile y el Perú.

## Desarrollo del lugar

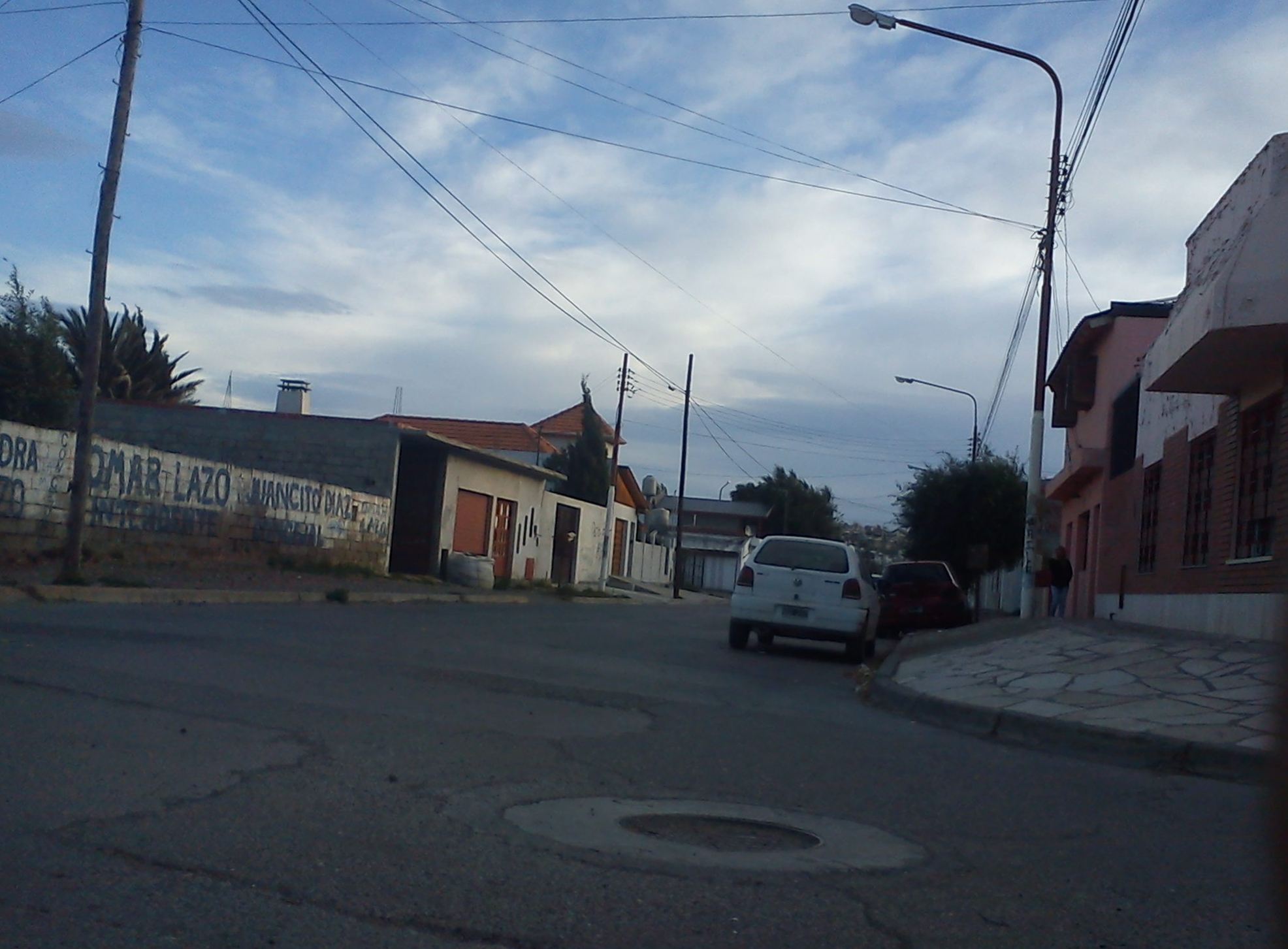
Calle Independencia, mostrando un barrio residencial

El barrio se encuentra en el Sector 5, el área del barrio es de 37 manzanas o 36 Ha. 
Sus principales arterias son: Avda. Tierra del Fuego, Avda. Maximo Berezoski, Avda. Independencia y Avda. Bartolomé Mitre. Este barrio residencial es sólido en materia de salud y educación, ya que el CIC o Centro de Salud más cercano está a 0,84 Km, la Escuela a 0,11 Km; el Jardín a 0,6 Km y el Colegio a 0,37 Km. Estas medidas son tomadas desde la Unión Vecinal de dicho barrio.
| Noroeste: Mini Centro | Norte: 26 de Junio | Noreste: Centro       |
| Oeste: Lago Municipal |                    | Este: Güemes          |
| Suroeste Unión        | Sur:Unión          | Sureste: 3 de Febrero |

## Infraestructura comunitaria
- Asociación Vecinal

- Unión Vecinal Barrio San Martín[1][2]

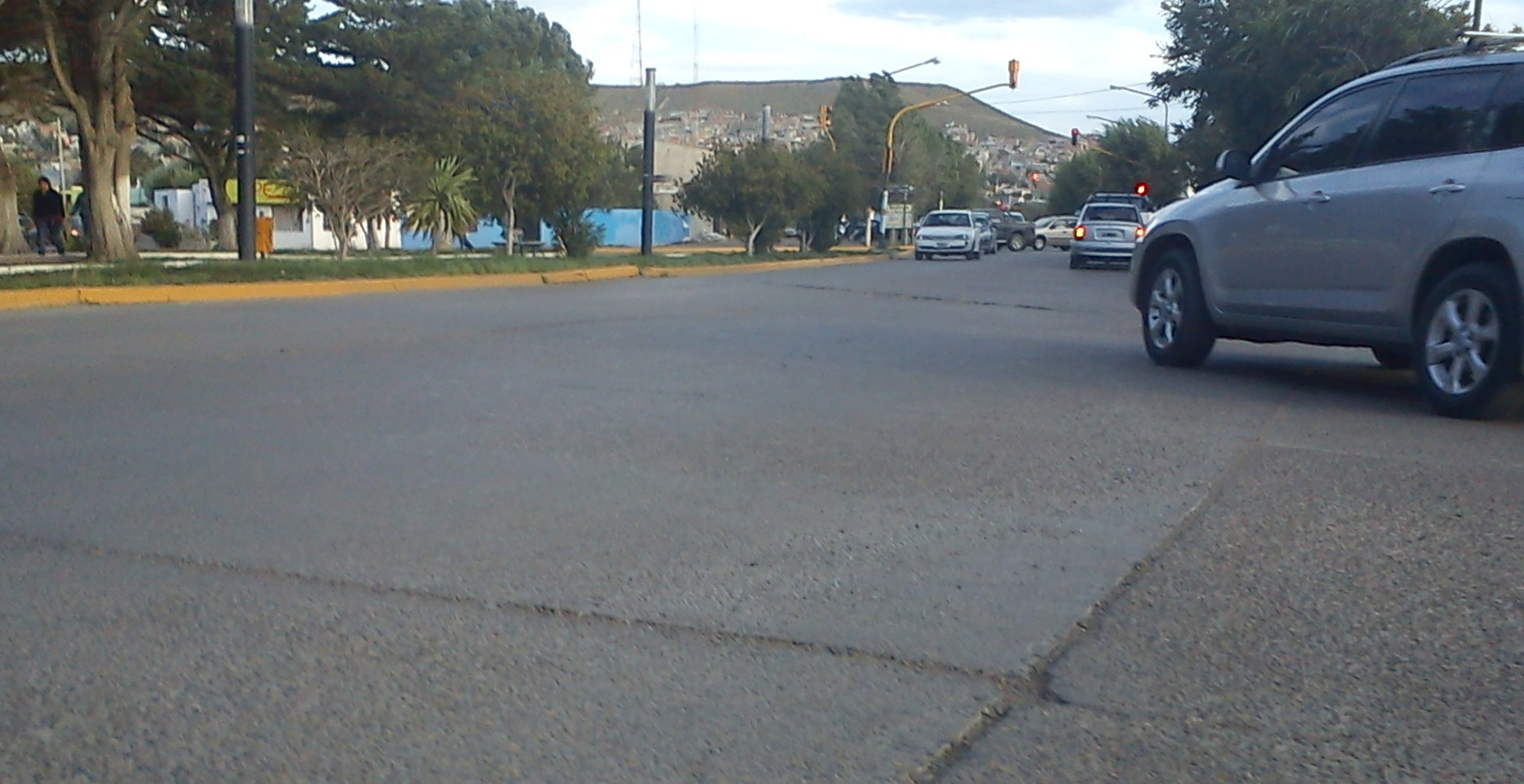
Vista a la Avda. Mitre

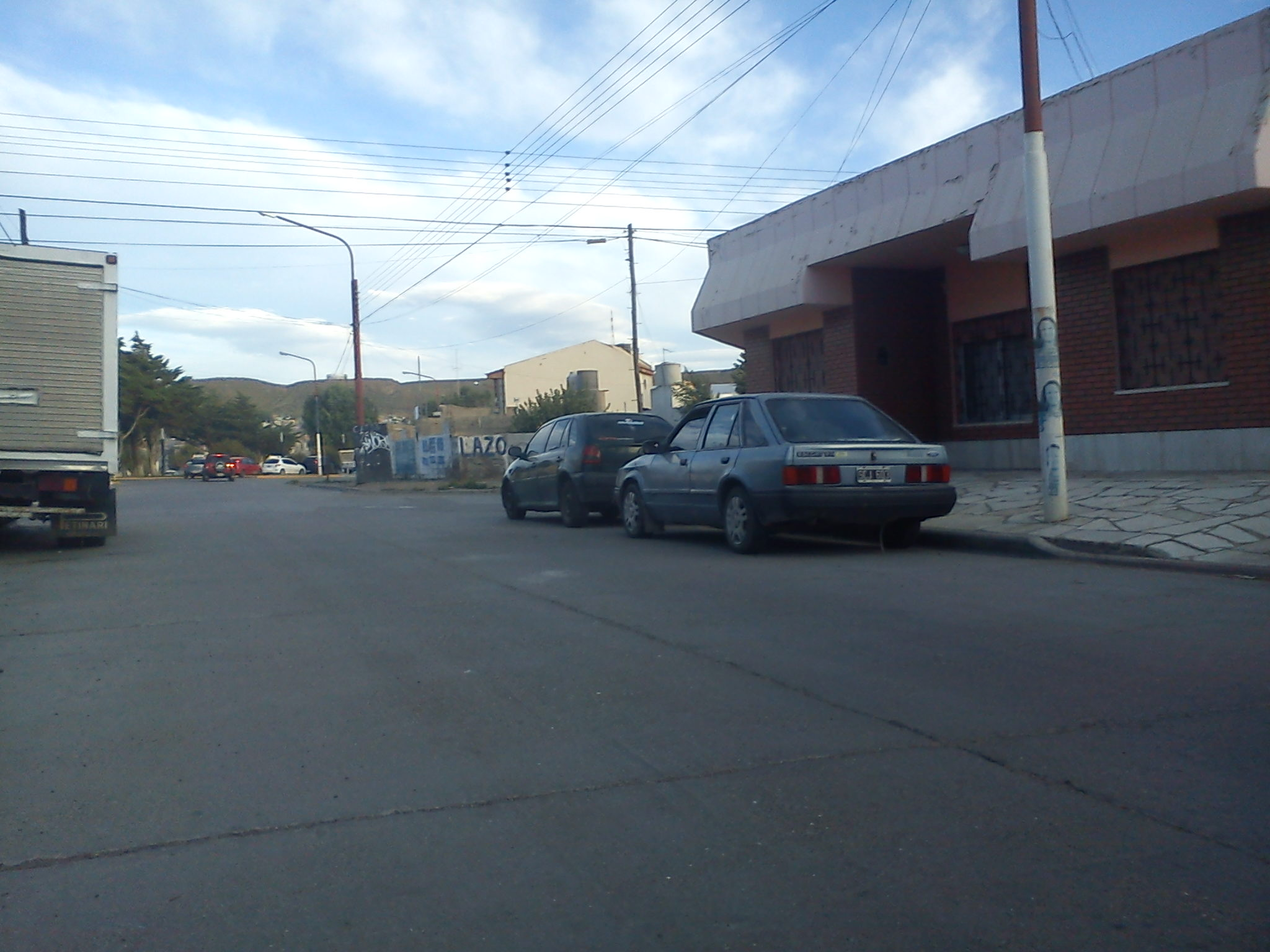
Calle Estrada

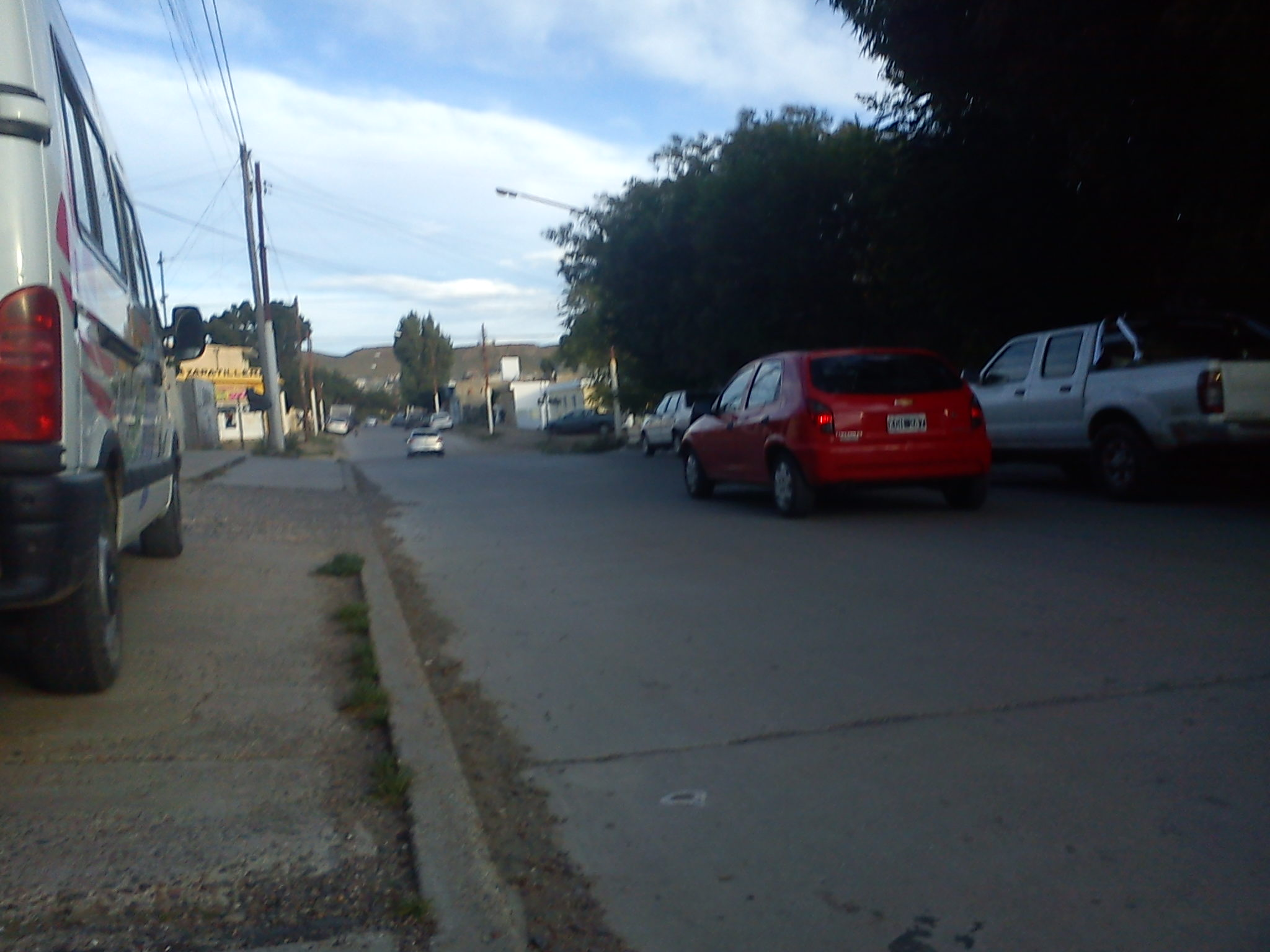
Calle del barrio, de fondo el imponente Cerro Sur

Fratscher e Independencia, ex Juan Jose Paso 1975
- Sistema Educativo

- Escuela Primaria Educación Adventista

Avda. Bartolomé Mitre 111
- Transporte

- Línea B

Paradas -
- Línea C1

Paradas -
- Línea C2

Paradas -